# 韶关丹霞机场
韶关丹霞机场，原名韶关桂头机场或韶关空军基地，位于广东省韶关市乳源瑶族自治县桂头镇，是一个军民合用机场，东南方向距韶关市中心25公里。空军基地建于1970年，并于1986年至1989年间提供商业航班。韶关市在2008年初计划扩大该机场，但随后搁置。2019年6月，韶关机场改扩建工程全面开工建设。最终于2021年11月27日，韶关机场复航。

## 历史
韶关曾是中华民国时代空军的空军基地，也是临时飞机制造厂，鹰式-III战斗轰炸机就是在这里制造的。
王牌战斗机飞行员陈瑞鈿与他的战斗机中队从南京防区句容空军基地调至韶关空军基地执行防卫任务，以保卫飞机制造厂；中国空军与日本帝国海军航空兵在韶关，南雄，广州地区从1937-38年进行了多次空战。

## 设计和建设

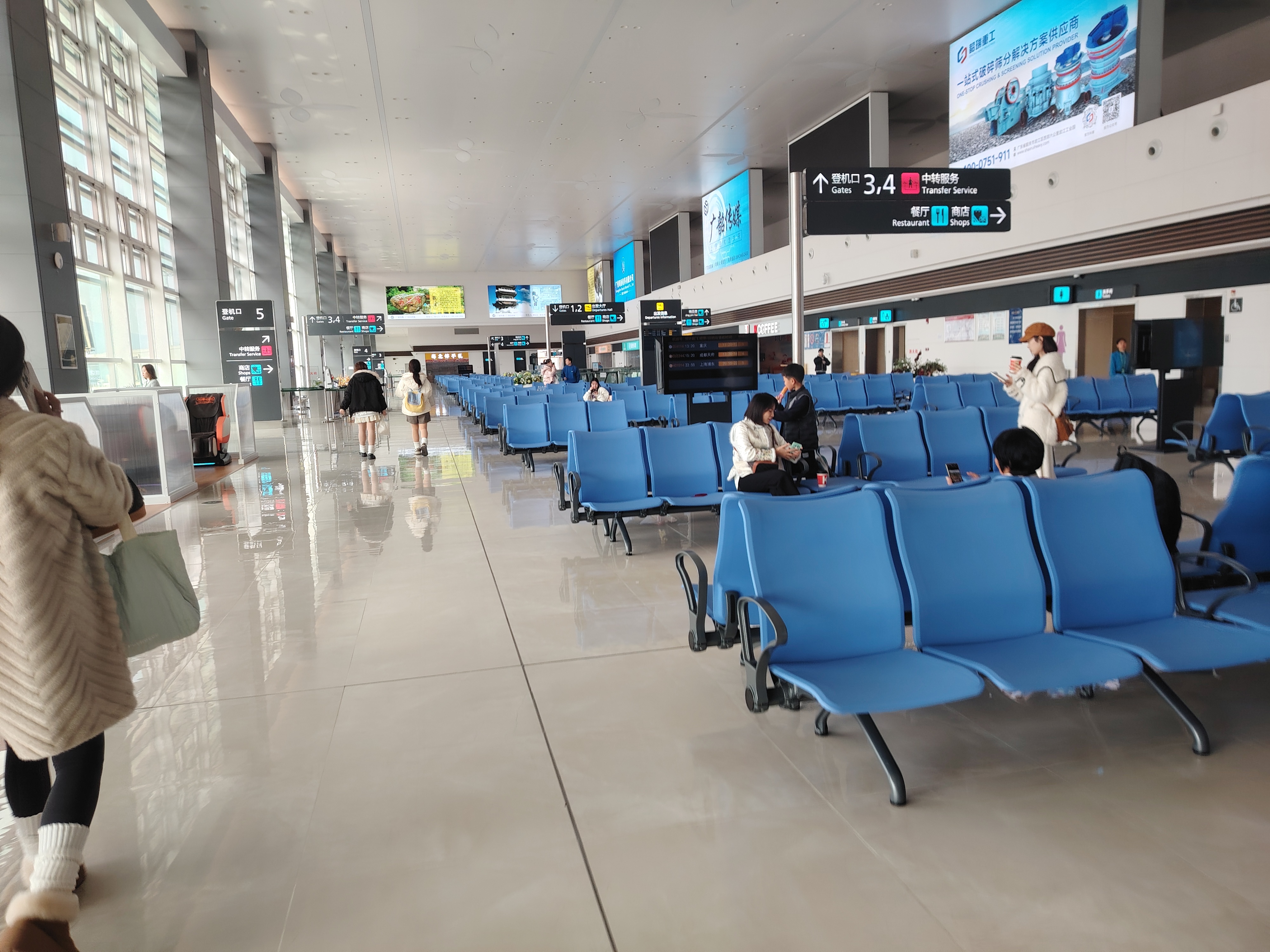
候机厅

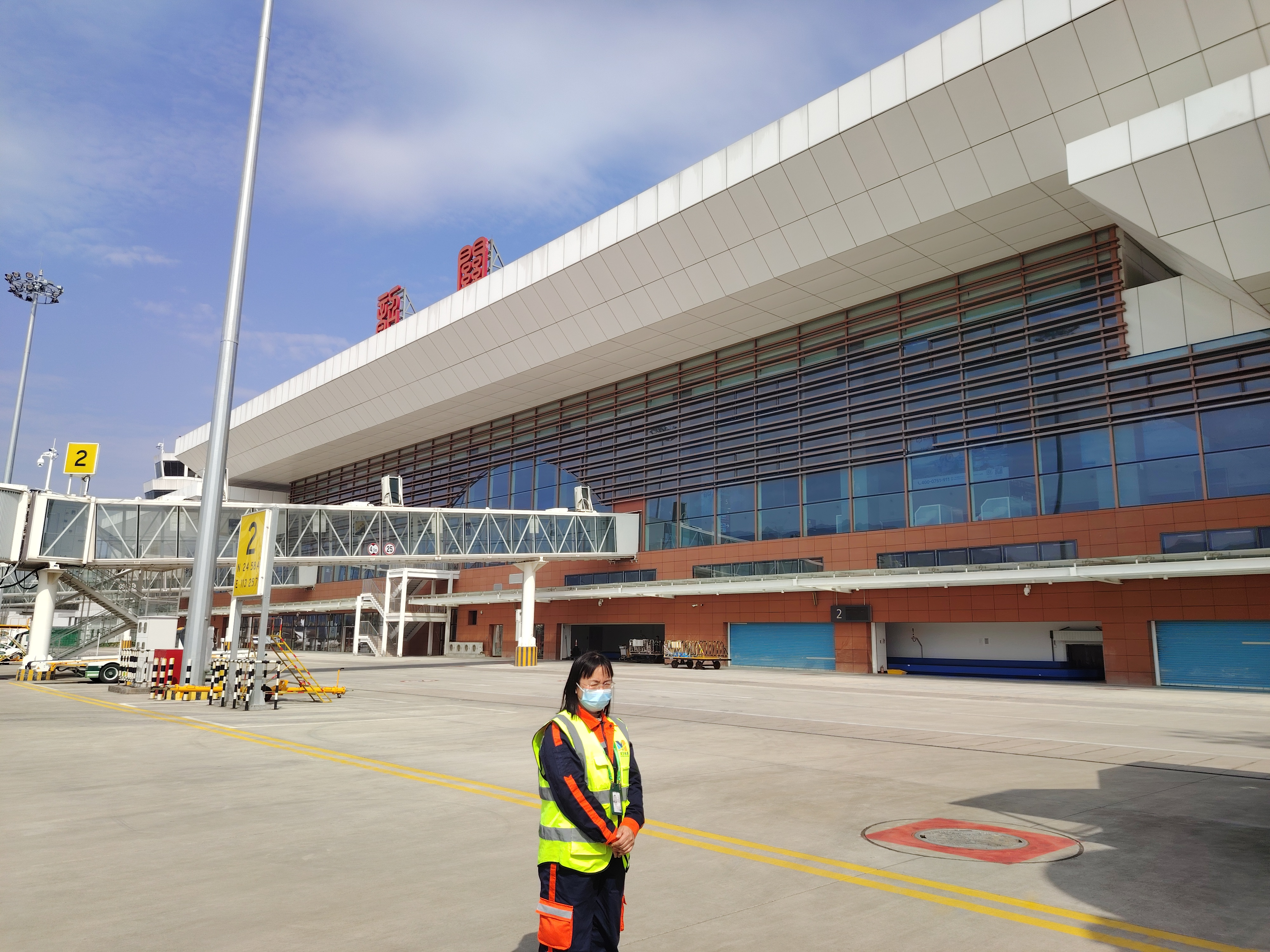
停机廊桥

机场距离韶关市区30公里，规划定位为“旅游目的地支线机场”，按年旅客吞吐量100万至200万人次、货邮吞吐量4000吨设计，飞行区等级指标为4C。可满足空客A321、A320、A319，以及波音B737-800、B737-700等机型起降要求。
机场改扩建工程于2019年6月全面开工建设，主要建设内容包括对原有2200米跑道进行改造并向南延长至2800米，改建平行滑行道，跑道主、次降方向均设置I类精密进近系统；建设1.33万平方米的航站楼和8个机位的站坪；建设1座塔台和900平方米的航管楼；配套建设空管、供油、供电、消防救援等设施。2020年11月30日航站区及工作区工程通过竣工验收，2021年8月21日完成校飞工作，8月25日飞行区工程及空管工程通过竣工验收。2021年9月2日，韶关丹霞机场试飞成功。2021年11月27日，韶关丹霞机场正式通航。

## 航空公司與航點
| 航空公司     | 目的地&航线     |
| ------------ | --------------- |
| 中国南方航空 | 北京/大兴       |
| 吉祥航空     | 上海/浦东       |
| 华夏航空     | 重庆、揭阳      |
| 成都航空     | 成都/天府、揭阳 |